# Romuald Markowski
Romuald Markowski (ur. 29 stycznia 1922 w Wilnie, zm. 30 maja 2006 w Gdańsku) – polski koszykarz i siatkarz, reprezentant Polski w obu tych dyscyplinach, medalista mistrzostw Polski w koszykówce i siatkówce, trener koszykówki.

## Kariera sportowa

### Kariera klubowa

#### Przed II wojną światową
Grę w koszykówkę i siatkówkę rozpoczął w wileńskim Gimnazjum im. Adama Mickiewicza, gdzie jego kolegą był Władysław Maleszewski. W 1938 sięgnął po mistrzostwo Polski juniorów w koszykówce oraz mistrzostwo seniorów w siatkówce w barwach AZS Wilno. Bezpośrednio przed II wojną światową występował także w seniorskiej drużynie AZS Wilno.

#### Koszykówka
Po II wojnie światowej zamieszkał w Gdańsku. Był zawodnikiem YMCA Gdańsk, w której barwach grał w pierwszym sezonie polskiej I ligi (1947/1948). Jego drużyna nie utrzymała się jednak w ekstraklasie. W sezonie 1948/1949 wygrał ze Zrywem Gdańsk (przemianowanym następnie na Spójnię) II ligę. W sezonie 1949/1950 zdobył ze Spójnią brązowy medal mistrzostw Polski, a w sezonie 1950/1951 wicemistrzostwo Polski. W latach 1951–1954 występował jako grający trener Spójni, zastępując formalnie pierwszego trenera Jana Rudelskiego. W 1954 zdobył w tym charakterze brązowy medal mistrzostw Polski.

#### Siatkówka
Po II wojnie światowej sięgnął po brązowy medal mistrzostw Polski w 1947 (z YMCA Gdańsk), w 1949 (ze Zrywem Gdańsk) oraz wicemistrzostwo Polski w 1950 (ze Spójnią Gdańsk)

### Kariera reprezentacyjna
W reprezentacji Polski w koszykówce wystąpił w latach 1947–1951 36 razy, m.in. zagrał na mistrzostwach Europy w 1947 (6. miejsce). W reprezentacji Polski w siatkówce wystąpił w latach 1948–1949 17 razy, m.in. w pierwszym oficjalnym meczu w historii reprezentacji Polski - 28 lutego 1948 z Czechosłowacją, a także na Igrzyskach Bałkańskich w 1948 i I mistrzostwach świata w 1949 (5. miejsce). 

### Kariera trenerska
Od 1951 zastępował Jana Rudelskiego jako grający trener Spójni Gdańsk. W 1954 był równocześnie asystentem Andrzeja Kuleszy jako trenera reprezentacji Polski seniorów. Po zakończeniu kariery zawodniczej w Spójni w 1954 pozostał w tym klubie jako trener, prowadził też II-ligowe Ogniwo Sopot i młodzieżowe drużyny GKS Wybrzeże Gdańsk.
Jego młodszym bratem był trener koszykówki Władysław Markowski, z którym wspólnie występował w barwach Spójni.
Został pochowany na Cmentarzu Łostowickim (kwatera 103, rząd 3, grób 9)